# Alguazas
Alguazas település Spanyolországban, Murciában. Alguazas Campos del Río, Ceutí, Lorquí, Molina de Segura, Las Torres de Cotillas és Villanueva del Río Segura községekkel határos. Lakosainak száma 10 204 fő (2024).

## Népesség
A település népessége az elmúlt években az alábbi módon változott:
| Lakosok száma | 7156 | 7561 | 8572 | 8978 | 9460 | 9593 | 9557 | 9638 | 9965 | 10 204 |
|               | 2001 | 2004 | 2007 | 2009 | 2012 | 2014 | 2017 | 2019 | 2022 | 2024   |